# Veronica inflexa
Veronica inflexa är en grobladsväxtart som beskrevs av Albach. Veronica inflexa ingår i släktet veronikor, och familjen grobladsväxter. Inga underarter finns listade i Catalogue of Life.